# Eiskunstlauf-Europameisterschaften 1974

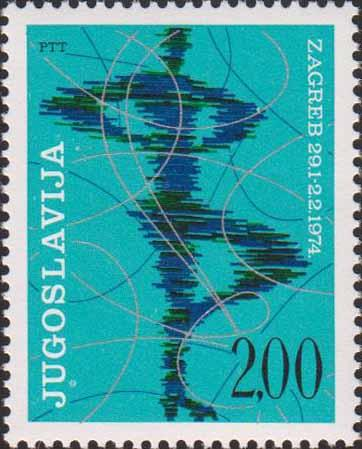
Briefmarke zur EM 1974

Die 66. Eiskunstlauf-Europameisterschaften fanden vom 29. Januar bis 2. Februar 1974 in Zagreb statt.

## Ergebnisse

### Herren
| Platz | Sportler            | Land                   |
| ----- | ------------------- | ---------------------- |
| 1     | Jan Hoffmann        | DDR                    |
| 2     | Sergei Wolkow       | Sowjetunion            |
| 3     | John Curry          | Vereinigtes Königreich |
| 4     | Wladimir Kowaljow   | Sowjetunion            |
| 5     | Juri Owtschinnikow  | Sowjetunion            |
| 6     | László Vajda        | Ungarn                 |
| 7     | Didier Gailhaguet   | Frankreich             |
| 8     | Zdeněk Pazdírek     | Tschechoslowakei       |
| 9     | Bernd Wunderlich    | DDR                    |
| 10    | František Pechar    | Tschechoslowakei       |
| 11    | Robin Cousins       | Vereinigtes Königreich |
| 12    | Erich Reifschneider | BR Deutschland         |
| 13    | Michael Glaubitz    | DDR                    |
| 14    | Ronald Koppelent    | Österreich             |
| 15    | Rolando Bargaglia   | Italien                |
| 16    | Glyn Jones          | Vereinigtes Königreich |
| 17    | Pascal Delorme      | Frankreich             |
| 18    | Thomaz Öberg        | Schweden               |
| 19    | Pekka Leskinen      | Finnland               |
| 20    | Rob Ouwerkerk       | Niederlande            |
| 21    | Jacek Zylski        | Polen                  |
| 22    | Silvo Švajger       | Jugoslawien            |
| 23    | Gheorghe Fazekas    | Rumänien               |
| 24    | Paul Cechmanek      | Luxemburg              |

### Damen
| Platz | Sportler            | Land                   |
| ----- | ------------------- | ---------------------- |
| 1     | Christine Errath    | DDR                    |
| 2     | Dianne de Leeuw     | Niederlande            |
| 3     | Liana Drahová       | Tschechoslowakei       |
| 4     | Gerti Schanderl     | BR Deutschland         |
| 5     | Karin Iten          | Schweiz                |
| 6     | Maria McLean        | Vereinigtes Königreich |
| 7     | Anett Pötzsch       | DDR                    |
| 8     | Isabel de Navarre   | BR Deutschland         |
| 9     | Marion Weber        | DDR                    |
| 10    | Sonja Balun         | Österreich             |
| 11    | Cinzia Frosio       | Italien                |
| 12    | Hana Knapová        | Tschechoslowakei       |
| 13    | Susanne Altura      | Österreich             |
| 14    | Marie-Claude Bierre | Frankreich             |
| 15    | Gail Keddie         | Vereinigtes Königreich |
| 16    | Liselotte Öberg     | Schweden               |
| 17    | Helena Gazvoda      | Jugoslawien            |
| 18    | Zdeňka Fiurášková   | Tschechoslowakei       |
| 19    | Sophie Verlaan      | Niederlande            |
| 20    | Evelyne Reusser     | Schweiz                |
| 21    | Marina Sanaya       | Sowjetunion            |
| 22    | Manuela Bertele     | Italien                |
| 23    | Petra Wagner        | BR Deutschland         |
| 24    | Grażyna Dudek       | Polen                  |
| 25    | Kathy Brunner       | Schweiz                |
| 26    | Susan Broman        | Finnland               |
| 27    | Agnes Eros          | Ungarn                 |
| 28    | Bente Tverran       | Norwegen               |

### Paare
| Platz | Sportler                                    | Land                   |
| ----- | ------------------------------------------- | ---------------------- |
| 1     | Irina Rodnina / Alexander Saizew            | Sowjetunion            |
| 2     | Romy Kermer / Rolf Oesterreich              | DDR                    |
| 3     | Ljudmila Smirnowa / Alexei Ulanow           | Sowjetunion            |
| 4     | Manuela Groß / Uwe Kagelmann                | DDR                    |
| 5     | Nadeschda Gorschkowa / Jewgeni Schewalowski | Sowjetunion            |
| 6     | Karin Künzle / Christian Künzle             | Schweiz                |
| 7     | Corinna Halke / Eberhard Rausch             | BR Deutschland         |
| 8     | Ursula Nemec / Michael Nemec                | Österreich             |
| 9     | Katja Schubert / Knut Schubert              | DDR                    |
| 10    | Grażyna Kostrzewińska / Adam Brodecki       | Polen                  |
| 11    | Teresa Skrzek / Piotr Sczypa                | Polen                  |
| 12    | Florence Cahn / Jean-Roland Racle           | Frankreich             |
| 13    | Rijana Hartmanová / Petr Starec             | Tschechoslowakei       |
| 14    | Pascale Kovelmann / Jean-Pierre Rondel      | Frankreich             |
| 15    | Linda McCafferty / Colin Taylforth          | Vereinigtes Königreich |
| 16    | Petra Schneider / Bogdan Pulcer             | BR Deutschland         |
| 17    | Andrea Meier / Roland Meier                 | Schweiz                |

### Eistanz
| Platz | Sportler                                 | Land                   |
| ----- | ---------------------------------------- | ---------------------- |
| 1     | Ljudmila Pachomowa / Alexander Gorschkow | Sowjetunion            |
| 2     | Hilary Green / Glyn Watts                | Vereinigtes Königreich |
| 3     | Natalja Linitschuk / Gennadi Karponossow | Sowjetunion            |
| 4     | Janet Sawbridge / Peter Dalby            | Vereinigtes Königreich |
| 5     | Irina Moissejewa / Andrei Minenkow       | Sowjetunion            |
| 6     | Matilde Ciccia / Lamberto Ceserani       | Italien                |
| 7     | Krisztina Regőczy / András Sallay        | Ungarn                 |
| 8     | Janet Thompson / Warren Maxwell          | Vereinigtes Königreich |
| 9     | Teresa Weyna / Piotr Bojańczyk           | Polen                  |
| 10    | Diana Skotnická / Martin Skotnický       | Tschechoslowakei       |
| 11    | Gerda Bühler / Mathis Bächi              | Schweiz                |
| 12    | Sylvia Fuchs / Michael Fuchs             | BR Deutschland         |
| 13    | Isabella Rizzi / Luigi Freroni           | Italien                |
| 14    | Eva Peštová / Jiří Pokorný               | Tschechoslowakei       |
| 15    | Brigitte Scheijbal / Walter Leschetizky  | Österreich             |
| 16    | Andrea Dohany / Gyorgy Lenart            | Ungarn                 |
| 17    | Nicole Rinsant / Dirk Beyer              | BR Deutschland         |